# Conca petrolífera de la Sibèria occidental

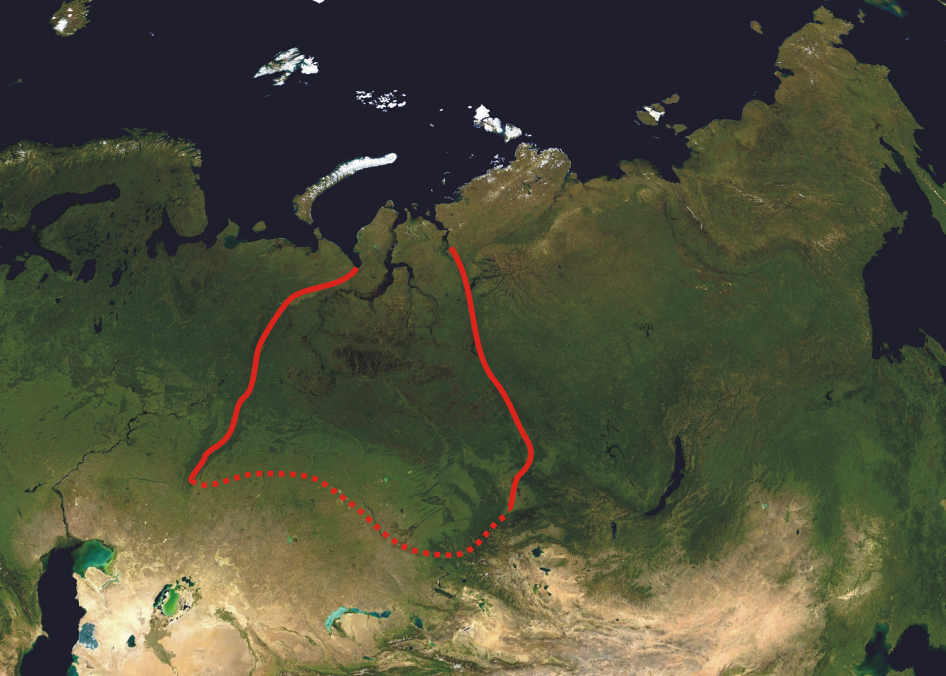
Plana de la Sibèria Occidental

La conca petrolífera de la Sibèria occidental (Западно-Сибирский нефтегазоносный бассейн en rus) és la conca petrolífera més gran del món i una important font d'extracció de gas natural situada a la plana de la Sibèria Occidental (part asiàtica de Rússia). Abasta les óblasts de Tiumén, Tomsk i, en menor mesura, d'Omsk, Novossibirsk, Sverdlovsk i Kurgan. Té una extensió d'uns 2,2 milions de quilòmetres quadrats, la majoria dels quals corresponen a la regió econòmica de la Sibèria Occidental i la resta a la regió econòmica de l'Ural.
La conca té unes 250 explotacions de petroli i gas natural, les més importants de les quals es troben a Novi Urengoi, Surgut i Tiumén.